# Matej Radunić
Matej Radunić (Pola, 5 febbraio 1996) è un cestista croato.

## Carriera

### Club
Dopo aver esordito nella massima serie croata con Škrljevo, il 25 febbraio del 2018 approda in Italia, in Serie C Gold, con la maglia della JuVi Cremona, vincendo il campionato. La carriera prosegue principalmente nelle serie minori italiane con tappe a Borgomanero, Chiusi, Roma e Montecatini Terme, intrammezzate da esperienze in Ucraina, Estonia, del cui campionato è capocannoniere, Spagna e Taiwan.

### Nazionale
Ha rappresentato la Croazia under 20 agli europei di categoria del 2015.

## Palmarès

### Squadra
- Serie C Gold: 1

JuVi Cremona: 2017-2018

### Personale
- Miglior realizzatore della Latvian-Estonian Basketball League: 1

Keila Korvpallikool: 2022-2023